# 胆振縦貫鉄道
胆振縦貫鉄道（いぶりじゅうかんてつどう）は、かつて存在した日本の鉄道事業者である。後の日本国有鉄道（国鉄）胆振線の一部を開業したが、1944年（昭和19年）7月1日の戦時買収により国有化された。内地の私鉄として唯一、鉄道省D51形蒸気機関車同等品を導入したことで知られる。
本項では、関連の深い胆振鉄道（いぶりてつどう）についても記述する。

## 概要
胆振線は鉄道敷設法に規定された予定線であったが、さしあたり脇方にあった日本製鋼所倶知安鉱山から産出される鉄鉱石輸送のため、1919年（大正8年）11月に倶知安 - 脇方間に京極軽便線が開業していた。改正鉄道敷設法には、別表第131号に予定線「膽（胆）振國京極ヨリ喜茂別、壯瞥ヲ經テ紋鼈至ル鐵道」が載せられていたが、この地域の中心地はより南の喜茂別にあり、陳情もたびたび行われたが、国の建設への動きは鈍かった。結局、喜茂別郵便局長の藤川俊治を中心とする地元有力者が胆振鉄道を発起し、「村ぐるみ」の半強制的な零細株主の出資により、1928年（昭和3年）10月に京極駅 - 喜茂別駅（初代）間を開業させた。
これを伊達紋別に延長すれば、函館本線と室蘭本線を結ぶバイパスとなり、倶知安鉱山から産出される鉄鉱石の輸送距離が従来の長万部経由から半分程度に短縮できることから、札幌や室蘭の資本家たちの注目するところとなった。1931年（昭和6年）には、小樽の酒造家である野口喜一郎らを中心とした胆振縦貫鉄道が西喜茂別 - 伊達紋別間の免許を得たが、折からの不況により会社設立が難航し、札幌鉄道局長を辞めたばかりの瓜生卓爾を担ぎ出し、その伝手で根津嘉一郎の出資を得、ようやく会社設立にこぎつけた。
1940年（昭和15年）12月に伊達紋別駅 - 徳舜瞥駅（後の新大滝駅）を開業した後、1941年（昭和16年）9月に接続予定の胆振鉄道を合併、同年10月に徳舜瞥 - 西喜茂別駅（後の喜茂別駅（2代））間が開業し、予定線が全通した。
その後、太平洋戦争の戦況の悪化とともに、資源輸送のため胆振縦貫鉄道の重要性が増したこと、改正鉄道敷設法の予定線と完全に重複していたことから、1944年7月1日に買収・国有化された。買収価額は9,484,302円、国債交付額は9,704,900円であった。

## 歴史

### 胆振鉄道
- 1923年（大正12年）4月3日 - 胆振鉄道株式会社が京極・喜茂別間（6マイル20チェーン・10.1km）の鉄道敷設免許を申請。
- 1924年（大正13年）3月4日 - 胆振鉄道に免許状下付[4]。
- 1925年（大正14年）
  - 2月13日 - 胆振鉄道株式会社創立総会開催[5]。資本金35万円。社長に中村与三松を選出。
  - 3月2日 - 工事施工認可申請。
- 1926年（大正15年）
  - 7月23日 - 工事施工認可。
  - 月日不明 - 資本金を50万円に増資。
- 1927年（昭和2年）1月22日 - 建設工事着工。
- 1928年（昭和3年）10月21日 - 京極・喜茂別間（6.7マイル。10.8km）で一般運輸営業を開始[6]。
- 1940年（昭和15年）
  - 6月28日 - 胆振縦貫鉄道との合併契約が重役会で承認。
  - 7月14日 - 日鉄鉱業上喜茂別専用鉄道が運輸開始し（喜茂別-上喜茂別間6.6km）運行管理を胆振鉄道に委託[7]
  - 8月21日 - 合併申請提出。
- 1941年（昭和16年）
  - 8月14日 - 合併認可。
  - 8月16日 - 胆振縦貫鉄道に合併し、解散。

### 胆振縦貫鉄道
- 1930年（昭和5年）12月5日 - 喜茂別・伊達紋別間（57.6km）の鉄道敷設免許申請。
- 1931年（昭和6年）12月22日 - 鉄道敷設免許下付[8]。
- 1936年（昭和11年）
  - 9月30日 - 胆振縦貫鉄道設立総会開催[9]。本社東京市麹町区丸の内。資本金350万円。取締役社長に瓜生卓爾を選出[10]。
  - 10月8日 - 工事施工認可申請。
- 1937年（昭和12年）
  - 5月21日 - 工事施工認可。
  - 5月31日 - 建設工事着工。
- 1940年（昭和15年）
  - 6月28日 - 胆振鉄道との合併契約が重役会で承認。
  - 8月21日 - 合併申請提出。
  - 12月15日 - 伊達紋別・徳舜瞥間（35.0km）で一般運輸営業を開始[11]。
- 1941年（昭和16年）
  - 8月14日 - 合併認可。
  - 8月16日 - 胆振鉄道を合併。
  - 10月12日 - 徳舜瞥・西喜茂別間（24.2km）で一般運輸営業を開始[12]。
- 1944年（昭和19年）
  - 2月15日 - 胆振縦貫鉄道ほか9鉄道を買収国有化する法律が公布。
  - 6月27日 - 運輸通信省告示第308号により、買収期日を7月1日に決定[13]。
  - 7月1日 - 胆振縦貫鉄道買収国有化。

## 路線

### 胆振鉄道
- 京極 - 喜茂別間（11.0km）
京極駅 - 東倶知安停留場 - 川上温泉停留場 - 留産駅 - 喜茂別駅（初代）

### 胆振縦貫鉄道
- 伊達紋別 - 京極間（69.3km）
伊達紋別駅 - 上長流停留場 - 壮瞥駅 - 久保内駅 - 蟠渓駅 - 優園停留場 - 優徳駅 - 徳舜瞥駅 - 尾路遠停留場 - 御園駅 - 北鈴川駅 - 西喜茂別駅 - 留産駅 - 川上温泉停留場 - 東京極停留場 - 京極駅
- 西喜茂別 - 喜茂別間（0.7km）
西喜茂別駅 - （貨）喜茂別駅

## 輸送・収支実績
| 年度 | 輸送人員（人） | 貨物量（トン） | 営業収入（円） | 営業費（円） | 営業益金（円） | その他損金（円） | 支払利子（円） | 政府補助金（円） | 道庁補助金（円） |
| ---- | -------------- | -------------- | -------------- | ------------ | -------------- | ---------------- | -------------- | ---------------- | ---------------- |
| 1928 | 11,577         | 2,156          | 2,503          | 6,278        | ▲ 3,775        | 雑損5            | 2,403          |                  |                  |
| 1929 | 49,389         | 14,515         | 38,186         | 47,389       | ▲ 9,203        | 雑損124          | 23,500         | 24,072           | 19,257           |
| 1930 | 47,963         | 19,862         | 43,150         | 44,289       | ▲ 1,139        | 雑損563          | 15,545         | 24,363           | 18,319           |
| 1931 | 44,900         | 12,323         | 29,857         | 47,642       | ▲ 17,785       | 雑損4            | 9,701          | 24,385           | 19,509           |
| 1932 | 45,401         | 14,078         | 28,693         | 44,260       | ▲ 15,567       | 雑損430          | 9,765          | 20,315           | 19,566           |
| 1933 | 50,462         | 15,482         | 31,417         | 41,792       | ▲ 10,375       | 雑損19           | 9,599          | 24,482           | 19,586           |
| 1934 | 49,862         | 17,173         | 36,723         | 45,953       | ▲ 9,230        | 雑損403          | 8,976          | 24,511           | 17,038           |
| 1935 | 46,958         | 19,180         | 38,307         | 51,756       | ▲ 13,449       | 雑損1,039        | 7,585          | 24,512           | 18,836           |
| 1936 | 47,343         | 22,463         | 41,218         | 52,655       | ▲ 11,437       | 雑損146          | 6,444          | 24,551           | 16,206           |
| 1937 | 59,960         | 24,874         | 48,557         | 57,169       | ▲ 8,612        | 雑損1,053        | 5,253          | 22,112           | 10,200           |
| 1939 | 79,608         | 42,628         | 77,530         | 81,635       | ▲ 4,105        | 雑損9            | 2,253          | 5,181            | 16,816           |
| 1941 | 177,905        | 74,272         |                |              |                |                  |                |                  |                  |
| 1943 | 430,347        | 757,492        |                |              |                |                  |                |                  |                  |

- 鉄道統計資料、鉄道統計各年度版

## 車両

### 胆振鉄道
1940年の胆振縦貫鉄道への合併時点で、タンク機関車2両、二軸客車4両、二軸貨車11両が在籍した。
- 蒸気機関車
  - 1 - 1897年、米国ブルックス製車輪配置2-4-2(1B1)の36tタンク機関車。元鉄道院の452（450形）で、筑波鉄道が9号機を汽車製造から購入する際に下取りされたもので、同社が3として整備し転売したもの。国有化時に日鉄鉱業に譲渡され、喜茂別の同社専用線で使用された[14]。
  - 2 - 1928年、汽車製造製車輪配置2-6-2(1C1)の44tタンク機関車（製造番号 1031）。汽車製造標準設計の機関車である。国有化時に日鉄鉱業に譲渡され、同社の専用線で使用された[14]。

- 客車
  - フロハ1 - 1903年（明治36年）東京車輛製の二三等二軸客車で、開業時に鉄道省から譲り受けたもの。旧番号は、フロハ930（元北海道鉄道 (初代)[15]）。国有化時に日鉄鉱業に譲渡され、同社の専用線（赤谷鉱山専用鉄道）で使用された[16]。
  - フハ1, フハ2, フハ3 - 1907年（明治40年）鉄道院新橋工場製の三等二軸客車で、開業時に鉄道省から譲り受けたもの。旧番号は、フハ3416、フハ3418、フハ3428。国有化後は、ハ1193 - ハ1195と改番された[17]。

- 貨車
  - ワム1形（ワム1） - 1928年7月、日本車輌製造東京支店製の15t積み有蓋車で、鉄道省ワム1形同形車。合併後はワム3に改番され、国有化後はワム1形（ワム1770）に編入された。
  - ワブ1形（ワブ1, ワブ2） - 1928年6月、日本車輌製造東京支店製の13t積み有蓋緩急車。合併後はワブ10形（ワブ10, ワブ11）に改番され、国有化後はワフ9000形（ワフ9000, ワフ9001）となった。
  - ト1形（ト1, ト2） - 1929年8月、日本車輌製造東京支店製の10t積み無蓋車。合併後も改番されなかったが、国有化後はト6000形（ト8931, ト8932）に編入された。
  - トム1形（トム1 - トム4） - 1928年5 - 7月、日本車輌製造東京支店製の15t積み無蓋車で、鉄道省トム1形と同形の5枚側である。合併後はトム1形（トム33 - トム36）となり、国有化後はトム1形（トム2360 - トム2363）に編入された。
  - トム1形（トム5, トム6） - 1928年10月、日本車輌製造東京支店製の15t積み材木車兼用無蓋車で、4枚側で8本の側柱を持つ。合併後はトム37形（トム37, トム38）となり、国有化後はト14700形（ト14737, ト14738）に編入された。

### 胆振縦貫鉄道
胆振縦貫鉄道は、開業時にタンク機関車2両、その後テンダ機関車5両、二軸客車6両、貨車44両を導入した。胆振鉄道引継車を含めて、蒸気機関車9両、二軸客車10両、二軸貨車55両が当鉄道に在籍し、1943年に譲渡された4号機を除き、この陣容で国有化を迎えることになる。買収の対象となったのは、機関車6両、客車6両、貨車55両であった。
- 蒸気機関車
  - 3 - 1923年（大正12年）2月、汽車製造製車輪配置2-6-2(1C1)の44tタンク機関車で、1940年に筑波鉄道5を譲り受けたものである。胆振鉄道引継ぎの2とは、若干の寸法差、形態差はあるが実質的に同形機である。国有化後は3425形（3425）となった。
  - 4 - 1908年（明治41年）、汽車製造製の車輪配置2-4-2(1B1)の37tタンク機関車で、鉄道省230形の同形機である。建設用として1940年に東武鉄道19を譲り受けたもので、元をただせば、大阪高野鉄道7を振り出しに東上鉄道5を経て東武鉄道に入ったものである。1943年（昭和18年）9月、三菱重工業水島工場に譲渡された。1952年（昭和27年）倉敷市営となりその後ディーゼル化後も予備車として残り1958年（昭和33年）廃車届[18]
  - D51形（D5101 - D5105） - 1941年（昭和16年）1月（D5101 - D5103）、1942年（昭和17年）7月（D5104）汽車製造製、1943年6月（D5105）日立製作所製の、鉄道省D51形同形機である。軌道の状況から、鉄道省のものより1t重量が軽減されているが、それでも33km/hの速度制限を受けたという。買収後はD51形（D51950 - D51954）に編入された。廃車後953は豊浦町の公園に954は富良野市文化会館に保存展示されている

- 客車
  - ハ1, ハ2 - 1913年（大正2年）天野工場製の三等客車で、1940年11月の開業時に入線した。元は富士身延鉄道ハ1, ハ2である。国有化時に日鉄鉱業に譲渡され、同社の専用線（赤谷鉱山専用鉄道、上喜茂別専用鉄道）で使用された[16]。
  - ハフ1, ハフ2 → ハ3, ハ4 - 1912年（大正元年）天野工場製の三等緩急客車で、1940年11月の開業時に入線した。元は富士身延鉄道ハフ1, ハフ2である。時期は不明であるが、ハ3, ハ4に改番されている。国有化後はハ1191, ハ1192に改称されている[17]。
  - ユニ1, ユニ2 - 1921年（大正10年）4月、日本車輌製造東京支店製の郵便荷物車で、1940年11月の開業時に入線した。元は富士身延鉄道クユニ1, クユニ2で、製造時はハユニ1, ハユニ2と称した。国有化時にはユニ2が日鉄鉱業（上喜茂別専用鉄道）に譲渡され[16]、ユニ1は国有化後ニ4119に改称されている。

- 貨車
  - ワム1形（ワム1, ワム2） - 1940年5月、汽車製造東京支店製の15t積み鋼製有蓋車で、鉄道省スム1形鉄側有蓋車の同形車である。国有化後は、スム1形に編入され、スム3992, スム3993となった。
  - ワフ1形（ワフ1 - ワフ3） - 1940年5月、汽車製造東京支店製の13t積み鋼製有蓋緩急車で、ワム1形に車掌室を設けた形態である。国有化後は、ワフ23200形（ワフ23200 - ワフ23202）となった。
  - ト10形（ト10 - ト12） - 1940年12月、鉄道省大宮工場改造の10t積み無蓋車（2分割3枚側）である。種車となったのは鉄道省ヨ1形（ヨ299, ヨ460, ヨ557）で、客車が出自であるため軸距が3,800mmとこのクラスの二軸車としては非常に長かった。国有化後は、土運車リ1900形に編入され、リ1923 - リ1925となった。
  - ト13形（ト13） - 鉄道省払い下げの10t積み無蓋車で、旧番はト8865である。1940年5月に鉄道省大宮工場で3枚側に改造のうえ入線した。国有化後はト17044となった。
  - トム1形（トム1 - トム12） - 1940年5月、汽車製造東京支店製の15t積み無蓋車で、鉄道省トム1形の同形車である。国有化後はトム1形に編入され、トム2348 - トム2359となった。
  - トム13形（トム13 - トム19） - 1940年8月、梅鉢車輛製の15t積み無蓋車で、鉄道省トム19000形の同形車である。国有化後はトム19000形に編入され、トム24702 - トム24708となった。
  - トム20形（トム20 - トム32） - 1940年10-11月、梅鉢車輛製の15t積み無蓋車で、鉄道省トム19000形の同形車である。トム13形との差異は、空気ブレーキが装備されていないことである。国有化後はトム19000形に編入され、トム24709 - トム24721となった。
  - チム1形（チム1, チム2） - 1940年5月、汽車製造東京支店製の側柱8本を持つ15t積み長物車である。国有化後はチム50形（チム50, チム51）となった。
  - キ1形（キ1） - 1941年に三菱大夕張鉄道から譲り受けた雪かき車（ラッセル式）キ28である。元は1912年11月鉄道院札幌工場製のキ1形（キ28）だが、国有化後は旧番に復さず、続番のキ87が与えられた。